# Altfraunhofen
Altfraunhofen er en kommune i Landkreis Landshut, i regierungsbezirk Niederbayern i den tyske delstat Bayern. Den er administrationsby for Verwaltungsgemeinschaft Altfraunhofen.

## Geografi
Altfraunhofen ligger i dalen til Kleinen Vils omkring 10 km syd for Landshut, 20 km øst for Moosburg, 15 km vest for Vilsbiburg og 12 km nord for Velden.

### Nabokommuner
Altfraunhofen grænser til kommunerne:
- Vilsheim
- Hohenpolding (Landkreis Erding)
- Baierbach
- Geisenhausen
- Kumhausen